# Yammer
Yammer ([jæm.ər]) (rinominato Viva Engage nel febbraio 2023) è un servizio di social network aziendale freemium utilizzato per la comunicazione privata all'interno di aziende e organizzazioni L'accesso a una rete Yammer è determinato dal dominio Internet di un utente in modo che solo le persone con indirizzi e-mail approvati possano aderire alle rispettive reti.
Il servizio è stato avviato come sistema di comunicazione interna per il sito web di genealogia Geni.com ed è stato poi lanciato come prodotto indipendente nel 2008. Nel 2012 Microsoft ha acquisito Yammer per 1,2 miliardi di dollari USA. Attualmente Yammer è incluso in tutti i piani aziendali di Microsoft 365.

## Storia

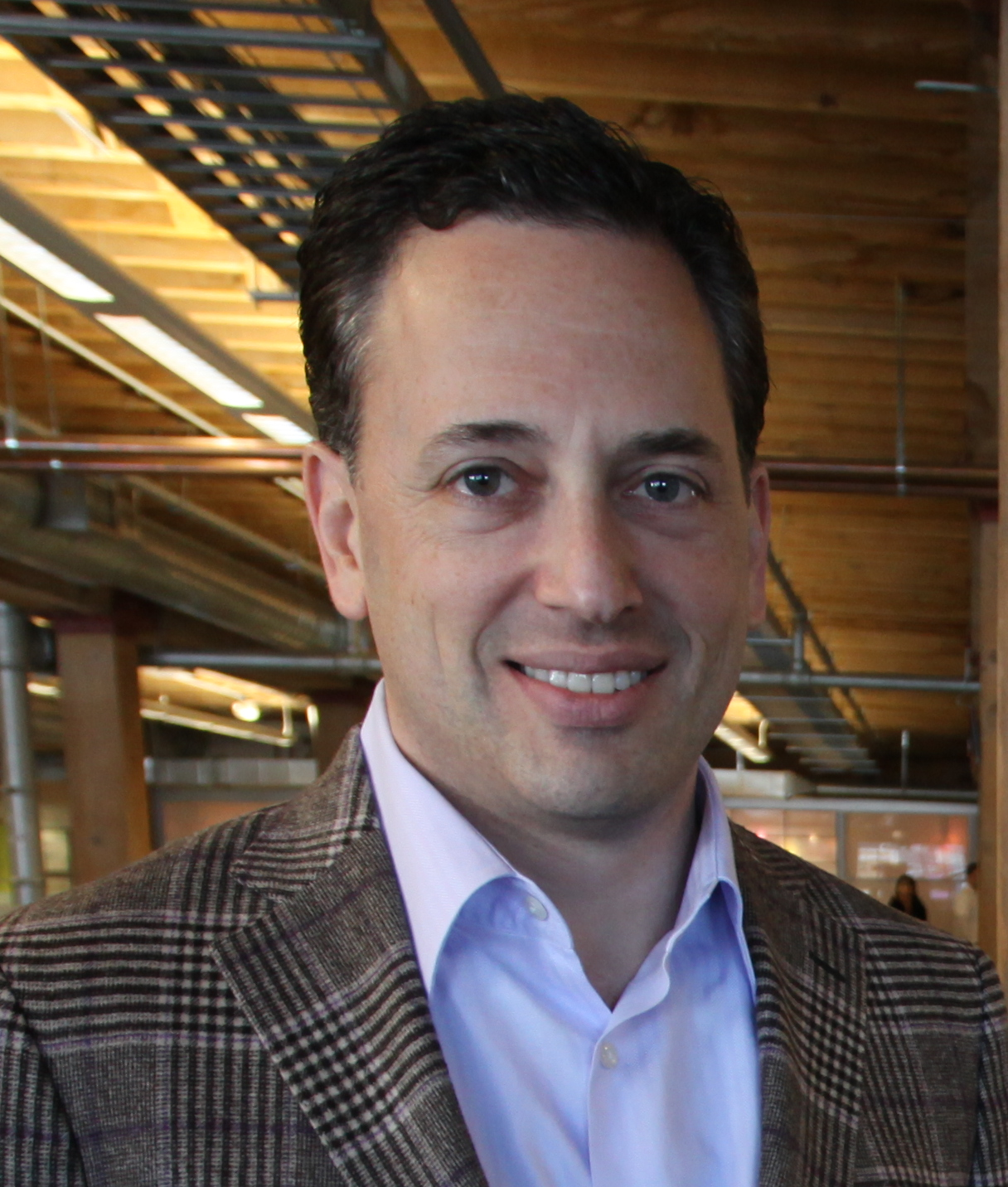
David Sacks, uno dei co-fondatori di Yammer

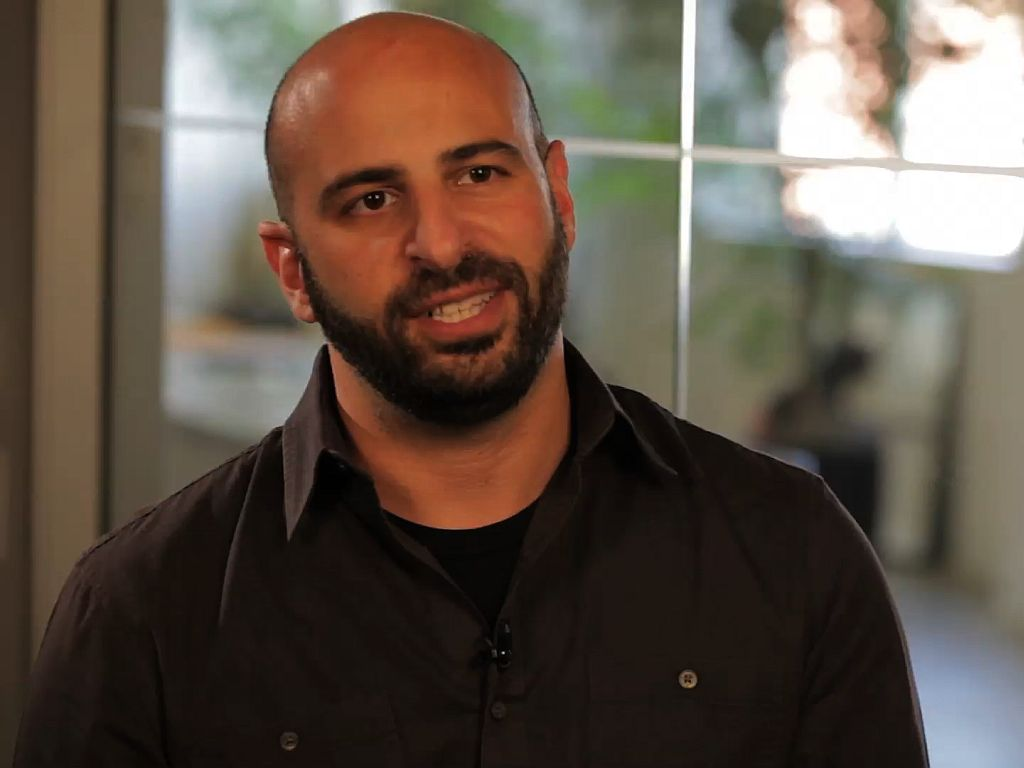
Adam Pisoni, uno dei co-fondatori di Yammer, nel 2013

Yammer fu presentato l'8 settembre 2008 alla conferenza TechCrunch50 nella quale il co-fondatore David Sacks, ex dirigente di PayPal, raccontò di aver sviluppato il concetto di base di Yammer dopo aver lasciato PayPal nel 2002, lavorando a un progetto per una startup. Oltre alla sua funzione di comunicazione, Yammer offre agli sviluppatori di terze parti l'opportunità di creare e vendere le loro applicazioni collaborative direttamente agli utenti della piattaforma.
Nell'aprile 2010, il CEO di Yammer Sacks affermava che le entrate di Yammer raddoppiavano ogni trimestre, ma senza rivelare le cifre relative alle entrate per il 2009 se non descrivendole come a "sette cifre". Sacks ha anche affermato che in quel momento il 70 percento delle società riportate su Fortune 500 utilizzava Yammer.
Nel settembre 2010, il servizio veniva utilizzato da oltre tre milioni di utenti in 80.000 aziende in tutto il mondo, tra cui l'80% di Fortune 500. Nello stesso periodo, è stato lanciato Yammer 2.0 e la nuova versione è stata descritta come "Facebook for the Enterprise".
Dal 12 giugno 2012, Yammer ha ricevuto circa 142 milioni di dollari USA in finanziamenti da aziende di venture capital come Charles River Ventures, Founders Fund, Emergence Capital Partners, Goldcrest Investments e un angelo investitore, Ron Conway, mentre il numero totale di abbonati era vicino agli 8 milioni.
Il 25 giugno 2012, Microsoft ha acquisito Yammer per 1,2 miliardi di dollari. A seguito dell'acquisizione, Microsoft ha annunciato che il team Yammer sarebbe stato incorporato nella divisione Microsoft Office, pur continuando a riferire a Sacks.
Il 24 luglio 2014, Microsoft ha annunciato che lo sviluppo di Yammer sarebbe stato spostato nel team di sviluppo di Microsoft 365, congiuntamente all'annuncio di Sacks sull'abbandono di Microsoft e Yammer.
Da allora è proseguito lo sviluppo del prodotto, tra cui l'app mobile Yammer, i gruppi esterni, i gruppi connessi di Microsoft 365, l'app desktop e gli eventi live.

## Criticità
Yammer è stato criticato per aver consentito ai dipendenti all'interno di un'azienda di iniziare a condurre affari sulla propria piattaforma gratuitamente, ma poi addebitando a queste stesse società il possesso del contenuto o la rimozione di ex dipendenti dall'accesso alla comunicazione aziendale interna. L'uso di Yammer e altre forme di social media interni, come Microsoft Teams, in contesti aziendali è stato anche criticato per le inevitabili faide interne.

## Caratteristiche
- Gruppi - Yammer consente a qualsiasi dipendente di creare gruppi pubblici o privati
- Annunci - Yammer consente all'amministratore di rete o all'amministratore di gruppo di comunicare con l'intera rete/gruppo.
- Conversazioni - Yammer ha una comunicazione bidirezionale tramite post e risposte. Puoi anche creare un sondaggio o caricare una foto.
- Gestione della conoscenza - Yammer ha una funzionalità "Domande e risposte", in cui è possibile porre una domanda e contrassegnare la risposta migliore.
- Eventi dal vivo - È possibile trasmettere eventi direttamente da Yammer.

## Compatibilità
Sono disponibili i seguenti client Yammer:
- Windows e MacOS: incluso con Microsoft 365 o disponibile gratuitamente
- iOS: app Microsoft nell'app store di iTunes
- Android: app Microsoft in Google Play
- App desktop: Windows 7 + / MacOS x10 +

## Clientela
Yammer è utilizzato dall'85% delle aziende su Fortune 500. Tra gli utilizzatori sono incluse organizzazioni da tutto il mondo come Goodyear, Cerner, Telstra, Air France, Virgin Trains, Sanofi Pasteur e altre.
All'UNICEF, Yammer è utilizzato per migliorare la collaborazione e far progredire la propria missione.

## Integrazioni
Yammer si integra strettamente con le tecnologie Microsoft 365 e Microsoft Teams. Inoltre, son disponibili app di terze parti create dagli sviluppatori che analizzano i dati, incoraggiano l'inventiva o rendono più divertente la partecipazione, connettono app di calendario e social, lavorano con Flows, powerapps o altre app automatizzate.
Gli strumenti amministrativi di Yammer Enterprise ti aiutano a proteggere i tuoi dati Yammer e a conformarti agli standard legali e normativi in evoluzione, incluso il GDPR. In qualità di amministratore verificato, puoi cancellare un utente da Yammer per ottemperare a una richiesta dell'interessato sul Regolamento generale sulla protezione dei dati (GDPR). In Yammer Basic, ogni utente controlla il proprio account e il proprio contenuto. Non esiste un'amministrazione centralizzata.